# Casa Atreides
La Casata Atreides è, nel fantascientifico ciclo di Dune ideato da Frank Herbert, una dinastia aristocratica che governa il pianeta Caladan. Gli Atreides sono un elemento integrante del Landsraad, il sistema feudale su cui è retto l'Impero.
La famiglia Atreides è caratterizzata da lealtà, senso dell'onore e valore della parola data, incarnate nel romanzo Dune dal Duca Leto Atreides, detto il Giusto, padre di Paul Atreides, futuro Kwisatz Haderach, destinato a diventare il nuovo imperatore dopo aver sconfitto Shaddam Padishah IV della Casata imperiale Corrino. Il Duca Leto troverà la morte a seguito dell'attacco Harkonnen contro il pianeta Arrakis, chiamato più comunemente Dune, luogo di produzione della spezia e pianeta di origine della popolazione Fremen.
Lo stemma della casata Atreides è un falco (nei videogiochi della Westwood Studios tratti dai romanzi del ciclo, le truppe Atreides sono distinguibili dal loro colore blu, in contrasto con il verde degli Ordos e il rosso degli Harkonnen).

## Albero genealogico della Casata Atreides
(sulla base dei romanzi di Frank Herbert e del prequel Il preludio a Dune)